# デンヴァーの狼
『デンヴァーの狼』（デンヴァーのおおかみ、The Road to Denver）は1955年のアメリカ合衆国の映画。ジョセフ・ケイン監督の作品で、出演はジョン・ペインなど。

## ストーリー
テキサスに住みサムはそそっかしい性格故にトラブルが絶えなかった。
ある日ロデオが開かれるが、サムが不正をした審判を殴りつけたことで牢屋に入れられる。サムの兄ビルは弟へ理解を示しており、彼の脱獄を手伝い、2人でテキサスを去る。
二人はコロラド州に流れ着くも、サムが再びトラブルを起こしたため、今度ばかりはビルも愛想をつかしてサムを助けやいなや、さっさと去ってしまう。
そして、ビルはセントラル・シティの駅馬車屋ジョン・サットンのところで職を得る。一方、サムはサットンと対立関係にある酒場経営者ジム・ドノヴァンの手下になる。
やがて、ビルはドノヴァンが牛の商売で暴利をむさぼっていたことを知り、弟を説得するも失敗する。おまけに、兄弟はサットンの娘エリザベスをめぐって仲が悪くなる。
ある時、ドノヴァンはサムを利用してサットンたちの駅馬車開通の妨害をもくろむ。ビルは再びサムを説得するが、サムは兄へ戦いを挑む。ビルは辞退したものの、ドノヴァンの手下の一人であるペゴス・ラリーが拳銃を取り出したため、素早く射殺する。おかしいと思ったドノヴァンは、近々黄金が輸送されることを知り、サムを人質に取る。だが、ビルは黄金の代わりに石を積んでドノヴァンを射殺する。
この件で兄弟は仲直りをし、ビルはエリザベスと結婚する。

## キャスト
| 役名                 | 俳優                   | 日本語吹替                                 |
| 役名                 | 俳優                   | 日本テレビ版                               |
| -------------------- | ---------------------- | ------------------------------------------ |
| ビル・メイヒュー     | ジョン・ペイン         | 納谷悟朗                                   |
| サム・メイヒュー     | スキップ・ホメイヤー   | 山田康雄                                   |
| エリザベス・サットン | モナ・フリーマン       | 沢阿由美                                   |
| ジョン・サットン     | レイ・ミドルトン       | 小林修                                     |
| ジム・ドノバン       | リー・J・コッブ        | 若山弦蔵                                   |
| ウィップリー         | アンディ・クライド     | 田村錦人                                   |
| ペコス・ラリー       | リー・ヴァン・クリーフ | 大塚周夫                                   |
| ハンセカー           | カール・デイヴィス     | 天津敏                                     |
| ジョージ             | グレン・ストレンジ     | 雨森雅司                                   |
| ピート               | ロバート・バートン     | 愛川欽也                                   |
| ハニーウェル先生     | アン・キャロル         | 渡辺知子                                   |
| グリーン             |                        | 和田啓                                     |
| バーテン             |                        | 小林和夫                                   |
| マードック           |                        | 大宮悌二                                   |
| 保安官               |                        | 家弓家正                                   |
| 男                   |                        | 蔭山昌夫                                   |
| 馬屋                 |                        | 細井重之                                   |
| マネージャー         |                        | 千葉耕市                                   |
| 給仕                 |                        | 小池明義                                   |
| キーン               |                        | 宮田光                                     |
| キンブロー保安官     |                        | 藤岡琢也                                   |
| ジョスリン           |                        | 木村幌                                     |
| ドーバー             |                        | 林さち子                                   |
|                      |                        |                                            |
| 演出                 | 演出                   | 好川純                                     |
| 翻訳                 | 翻訳                   | 佐藤一公                                   |
| 効果                 | 効果                   | 美見和良/六川渉右                          |
| 調整                 |                        |                                            |
| 制作                 | 制作                   | 東京プロモーション                         |
| 解説                 |                        |                                            |
| 初回放送             | 初回放送               | 1964年6月27日 『土曜映画劇場』 20:00-21:26 |

## スタッフ
- 監督・製作：ジョセフ・ケイン
- 原作：ビル・ガリック
- 脚本：ホレイス・マッコイ、アレン・リフキン
- 撮影：レジー・ラニング
- 編集：リチャード・L・バン・エンゲル
- 音楽：R・デイル・バッツ